# بانک روسیه
بانک روسیه (انگلیسی: Rossiya Bank) شرکت خدمات مالی و بانکداری روسی است، که در سال ۱۹۹۰ تأسیس شد.